# Shōji Saeki
Shōji Saeki (佐伯 昭志 Saeki Shōji?) es un director, guionista gráfico, escritor y animador japonés conocido por dirigir y escribir varias series para los estudios Gainax y Shaft.

## Carrera
Saeki comenzó a trabajar como animador intermedio con Gainax, que fue un papel que continuó en las películas posteriores de la serie Evangelion, Death & Rebirth y The End of Evangelion. En 1998, el episodio 25 de Cyber Team in Akihabara marcó su debut como guionista gráfico, y el año siguiente marcó su debut como director de episodios y su debut como guionista con Kare Kano, donde el entonces director de Gainax, Hiroyuki Imaishi, describió que ambos habían "aprendido nuestras habilidades". En 2002, Saeki trabajó como asistente de dirección con Hiroyuki Yamaga para la segunda temporada de Mahoromatic, Mahoromatic: Something More Beautiful, que marcó su primer trabajo con Shaft. Después de Mahoromatic, Saeki hizo su debut como director de series con la última serie de colaboración Gainax/Shaft (Kono Minikuku mo Utsukushii Sekai en 2004, y Kore ga Watashi no Goshūjin-sama en 2005. En los años siguientes, Saeki trabajó principalmente como guionista gráfico, guionista y director de episodios para las series de Shaft y Gainax, y en particular se convirtió en un miembro esencial del equipo de Hiroyuki Imaishi en Gurren Lagann. Entre 2011 y 2016, Saeki actuó como director de serie en tres proyectos más con Gainax (Hōkago no Pleiades (2011/2015), Medaka Box (2012), y Omoi no Kakera (2015). A partir de 2017, debido a la mínima producción de Gainax, Saeki comenzó a realizar guiones gráficos como artista independiente. Después de proporcionar guiones gráficos para algunas de las series de Shaft en ese momento, comenzó a trabajar independientemente como director de series en el estudio, donde dirigió por primera vez Assault Lily Bouquet en 2020, y Luminous Witches en 2022.

## Trabajos

### Series de televisión
Destaca papeles con funciones de dirección de series.
     Destaca papeles con funciones de asistente de dirección o supervisión.
| Año  | Título                             | Director(es)                      | Estudio                     | Funciones | Refs.                                                         |
| ---- | ---------------------------------- | --------------------------------- | --------------------------- | --- | ------------------------------------------------------------- |
| 1995 | Neon Genesis Evangelion            | Hideaki Anno                      | Gainax Tatsunoko Production | Animación intermedia | [ 16 ]                                                        |
| 1996 | Midori no Makibaō                  | Noriyuki Abe                      | Pierrot                     | Animación intermedia (#7, 13, 33, 40) | [ 17 ]                                                        |
| 1997 | Pokémon                            | Kunihiko Yuyama Masamitsu Hidaka  | OLM                         | Animación clave (#39, 50) | [ 18 ]                                                        |
| 1997 | Battle Athletess Daiundōkai        | Katsuhito Akiyama                 | AIC                         | Animación clave (#23) | [ 17 ] [ 19 ]                                                 |
| 1998 | Akihabara Dennō-gumi               | Yoshitaka Fujimoto                | Ashi Productions            | Guionista gráfico (#25) | [ 3 ]                                                         |
| 1998 | Cardcaptor Sakura                  | Morio Asaka                       | Madhouse                    | Director de episodio (#54) | [ 20 ] [ 21 ]                                                 |
| 1998 | Kare Kano                          | Hideaki Anno Hiroki Satō (#16–26) | Gainax J.C.Staff            | Director de episodios (#8, 24) Guionista (#24) Guionista gráfico (#1, 4, 6, 8, 24) Animación clave (#1, 12-13, 24, 26)                                                           | [ 22 ] [ 23 ] [ 4 ] [ 5 ]                                     |
| 1999 | Chiisana Kyōjin Microman           | Noriyuki Abe                      | Pierrot                     | Director de episodios (#26, 39) Guionista gráfico (#26, 39) | [ 24 ]                                                        |
| 1999 | Medabots                           | Tensai Okamura                    | Bee Train                   | Guionista gráfico (#5) | [ 25 ]                                                        |
| 1999 | Chikyū Bōei Kigyō Dai-Guard        | Seiji Mizushima                   | Xebec                       | Guionista gráfico (#7) | [ 26 ]                                                        |
| 2001 | Mahoromatic: Automatic Maiden      | Hiroyuki Yamaga                   | Gainax Shaft                | Director de episodios (#1, 4, 12) Guionista (#4, 6, 9, 12) Guionista gráfico (#1, 4, 6, 9, 12) Animación clave (#4, 12)                                                          | [ 27 ] [ 28 ] [ 29 ] [ 30 ]                                   |
| 2002 | Mahoromatic: Motto Utsukushii Mono | Hiroyuki Yamaga                   | Gainax Shaft                | Director de episodios (#1, 11) Guionista (#1, 8) Guionista gráfico (#1-2, 5, 7, 10-11) Animación clave (#1, 11) Director asistente                                               | [ 7 ] [ 31 ] [ 32 ] [ 33 ] [ 34 ]                             |
| 2002 | Puchi Pri*Yucie                    | Masahiko Ōtsuka                   | Gainax AIC                  | Guionista gráfico (#1) Animación clave (#26) | [ 35 ]                                                        |
| 2004 | Kono Minikuku mo Utsukushii Sekai  | Shōji Saeki                       | Gainax Shaft                | Director Composición de la serie Director de episodios (#1, 12; ED) Guionista (#3-4, 11-12) Guionista gráfico (#1-2, 10, 12; ED) Concepto original                               | [ 8 ] [ 36 ] [ 37 ] [ 38 ] [ 39 ] [ 40 ] [ 41 ] [ 42 ] [ 43 ] |
| 2004 | Tsukuyomi: Moon Phase              | Akiyuki Shinbo                    | Shaft                       | Animación clave (#11) | [ 44 ]                                                        |
| 2005 | Kore ga Watashi no Goshūjin-sama   | Shōji Saeki                       | Gainax Shaft                | Director Composición de la serie Director de episodios (#1, 12) Guionista (#1-2, 7, 10-12) Guionista gráfico (#1, 11-12) Animación clave (#12)                                   | [ 9 ] [ 45 ]                                                  |
| 2005 | Sugar Sugar Rune                   | Yukihiro Matsushita               | Pierrot                     | Director de episodio (#20) Guionista gráfico (#20) | [ 46 ]                                                        |
| 2005 | Pani Poni Dash!                    | Shin Ōnuma Akiyuki Shinbo         | Shaft                       | Guionista gráfico (#12) Animación clave (#26) | [ 47 ] [ 48 ]                                                 |
| 2007 | Hidamari Sketch                    | Akiyuki Shinbo Ryōki Kamitsubo    | Shaft                       | Guionista gráfico (#3) | [ 49 ]                                                        |
| 2007 | Hayate no Gotoku!                  | Keiichiro Kawaguchi               | SynergySP                   | Animación clave (#39) | [ 50 ]                                                        |
| 2007 | Tengen Toppa Gurren Lagann         | Hiroyuki Imaishi                  | Gainax                      | Director de episodios (#2, 21) Guionista (#5, 10-11) Guionista gráfico (#2, 5, 23, 25) Director de unidad (#OP 1-3, ED 1, 3) Animación clave (#21) Segunda animación clave (#27) | [ 51 ] [ 52 ] [ 53 ] [ 54 ] [ 55 ] [ 56 ] [ 57 ]              |
| 2007 | Prism Ark                          | Masami Ōbari                      | Front Line                  | Animación clave (#9) | [ 58 ]                                                        |
| 2008 | (Zoku) Sayonara Zetsubō Sensei     | Akiyuki Shinbo Yukihiro Miyamoto  | Shaft                       | Director de episodios (#11, 13) Guionista gráfico (#11, 13) Animación clave (#11)                                                                                                | [ 59 ] [ 60 ] [ 61 ]                                          |
| 2008 | Zettai Karen Children              | Keiichiro Kawaguchi               | SynergySP                   | Segunda animación clave (#37) | [ 62 ]                                                        |
| 2008 | Strike Witches                     | Kazuhiro Takamura                 | Gonzo                       | Director de episodio (#2) Guionista (#2, 6, 9) Guionista gráfico (#2, 6, 9) | [ 63 ] [ 64 ] [ 65 ]                                          |
| 2008 | Shikabane Hime: Aka                | Masahiko Murata                   | Gainax Feel                 | Director de episodios (#8, 12) Guionista gráfico (#12) Director de unidad (#OP) Animación clave (#12)                                                                            | [ 66 ] [ 67 ] [ 68 ] [ 69 ]                                   |
| 2008 | Michiko to Hatchin                 | Sayo Yamamoto                     | Manglobe                    | Animación clave (#8) | [ 70 ]                                                        |
| 2009 | Shikabane Hime: Kuro               | Masahiko Murata                   | Gainax Feel                 | Animación clave (#6) | [ 71 ]                                                        |
| 2010 | Hanamaru Yōchien                   | Seiji Mizushima                   | Gainax                      | Director de episodio (#7) Guionista (#7) Guionista gráfico (#7) | [ 72 ]                                                        |
| 2010 | Strike Witches 2                   | Kazuhiro Takamura                 | AIC Spirits                 | Director de episodio (#6) Guionista (#4, 6,) Guionista gráfico (#4, 6, 11) Segunda animación clave                                                                               | [ 73 ]                                                        |
| 2011 | Dantalian no Shoka                 | Yutaka Uemura                     | Gainax                      | Director de episodio (#13) Guionista gráfico (#7, 13) | [ 74 ] [ 75 ]                                                 |
| 2012 | Medaka Box                         | Shōji Saeki                       | Gainax                      | Director de la serie Composición de la serie Guionista (#1-11) Guionista gráfico (#1-2, 5, 12; OP) Director de unidad (#OP)                                                      | [ 12 ] [ 76 ] [ 77 ]                                          |
| 2012 | Medaka Box Abnormal                | Shōji Saeki                       | Gainax                      | Director Composición de la serie Director de episodios (#10, 12) Guionista (#1-11) Guionista gráfico (#10, 12)                                                                   | [ 78 ] [ 79 ]                                                 |
| 2015 | Hōkago no Pleiades                 | Shōji Saeki                       | Gainax                      | Director Director de episodios (#1, 6, 11-12) Guionista (#1-4, 6, 11-12) Guionista gráfico (#1-4, 6, 8, 12)                                                                      | [ 11 ] [ 80 ]                                                 |
| 2017 | Sangatsu no Lion 2nd Season        | Kenjirō Okada Akiyuki Shinbo      | Shaft                       | Guionista gráfico (#27, 32, 35, 37-38, 41, 43) | [ 81 ]                                                        |
| 2018 | Fate/Extra: Last Encore            | Akiyuki Shinbo Yukihiro Miyamoto  | Shaft                       | Guionista gráfico (#6-7) | [ 82 ]                                                        |
| 2018 | Piano no Mori                      | Ryūtarō Suzuki Gaku Nakatani      | Gaina                       | Guionista gráfico (#6) | [ 83 ]                                                        |
| 2018 | Shōjo☆Kageki Revue Starlight       | Tomohiro Furukawa                 | Kinema Citrus               | Guionista gráfico (#6, 11) | [ 84 ]                                                        |
| 2020 | Assault Lily Bouquet               | Shōji Saeki                       | Shaft                       | Director Composición de la serie Guionista (#1-12) Director de episodio (#12) Guionista gráfico (#1, 3, 7, 12) Animación clave (#12)                                             | [ 14 ] [ 85 ] [ 86 ] [ 87 ] [ 88 ] [ 89 ]                     |
| 2022 | Luminous Witches                   | Shōji Saeki                       | Shaft                       | Director Composición de la serie Guionista (#1-3, 7) Director de episodios (#1, 12) Guionista gráfico (#1-2, 5, 7-9, 11-12; OP)                                                  | [ 15 ] [ 90 ]                                                 |
| 2025 | Apocalypse Hotel                   | Kana Shundō                       | CygamesPictures             | Guionista gráfico (#7) | [ 91 ]                                                        |

### Películas
| Año  | Título                                         | Director(es)                           | Estudio               | Funciones               | Refs.  |
| ---- | ---------------------------------------------- | -------------------------------------- | --------------------- | ----------------------- | ------ |
| 1997 | Neon Genesis Evangelion: Death and Rebirth     | Hideaki Anno Masayuki Kazuya Tsurumaki | Gainax Production I.G | Animación intermedia    | [ 1 ]  |
| 1997 | The End of Evangelion                          | Hideaki Anno Kazuya Tsurukami          | Gainax Production I.G | Animación intermedia    | [ 2 ]  |
| 2006 | Top wo Nerae! & Top wo Nerae 2! Gattai Movie!! | Kazuya Tsurumaki                       | Gainax                | Segunda animación clave | [ 92 ] |

### ONAs
Destaca papeles con funciones de dirección de series.
| Año  | Título              | Director(es) | Estudio | Funciones                                                                | Refs.  |
| ---- | ------------------- | ------------ | ------- | ------------------------------------------------------------------------ | ------ |
| 2011 | Hōkago no Pleiades  | Shōji Saeki  | Gainax  | Director Director de episodio (#1) Guionista (#1) Guionista gráfico (#1) | [ 10 ] |
| 2021 | Assault Lily Fruits | Shōji Saeki  | Shaft   | Director Guionista gráfico (#1)                                          | [ 93 ] |

### OVAs
Destaca papeles con funciones de dirección de series.
| Año  | Título                    | Director(es)        | Estudio               | Funciones                                                                                             | Refs.                       |
| ---- | ------------------------- | ------------------- | --------------------- | --- | --------------------------- |
| 1997 | Agent Aika                | Katsuhiko Nishijima | Studio Fantasia       | Animación intermedia                                                                                  | [ 94 ]                      |
| 2000 | FLCL                      | Kazuya Tsurumaki    | Gainax Production I.G | Director de episodios (#3, 5) Guionista gráfico (#3) Animación intermedia (#3) Animación clave (#5–6) | [ 95 ] [ 96 ] [ 97 ] [ 98 ] |
| 2004 | Top wo Nerae 2! Diebuster | Kazuya Tsurumaki    | Gainax                | Segunda animación clave (#1)                                                                          | [ 99 ]                      |
| 2020 | Luminous Witches          | Shōji Saeki         | Shaft                 | Director Guionista                                                                                    | [ 100 ]                     |

### Especiales
Destaca papeles con funciones de dirección de series.
| Año  | Título                                   | Director(es)      | Estudio           | Funciones                                                 | Refs.           |
| ---- | ---------------------------------------- | ----------------- | ----------------- | --------------------------------------------------------- | --------------- |
| 1998 | Lupin III: Honoo no Kioku - Tokyo Crisis | Toshiya Shinohara | TMS Entertainment | Animación clave                                           | [ 101 ]         |
| 2003 | Mahoromatic Summer Special               | Shōji Saeki       | Gainax Shaft      | Director Guionista gráfico                                | [ 102 ]         |
| 2009 | Mahoromatic: I'm Home, Special           | Shōji Saeki       | Gainax            | Director Guionista gráfico (#1-2) Animación clave (#1-2)  | [ 103 ] [ 104 ] |
| 2016 | Omoi no Kakera                           | Shōji Saeki       | Gainax            | Director Director de episodio Guionista Guionista gráfico | [ 13 ]          |